# Claiborne County (Tennessee)
Claiborne County ist ein County im Bundesstaat Tennessee der Vereinigten Staaten. Der Verwaltungssitz (County Seat) ist Tazewell. Das U.S. Census Bureau hat bei der Volkszählung 2020 eine Einwohnerzahl von 32.043 ermittelt.

## Geographie
Das County liegt im Nordosten von Tennessee, grenzt im Norden an Kentucky und Virginia und hat eine Fläche von 1.144 Quadratkilometern, wovon 19 Quadratkilometer Wasserfläche sind. Es grenzt im Uhrzeigersinn an folgende Countys: Bell County (Kentucky), Lee County (Virginia), Hancock County, Grainger County, Union County, Campbell County und Whitley County (Kentucky).
Im Norden verbindet die Cumberland Gap das Claiborne County mit Kentucky. Das County wird vom Powell River durchflossen, die Südgrenze bildet der Clinch River. Beide Flüsse speisen den Norris Lake, an welchem auch das Claiborne County einen Anteil hat.

### Orte
Im Claiborne County gibt es vier Gemeinden (eine City und drei Towns) mit Selbstverwaltung sowie mehrere unselbständige Ortschaften:
- City: Harrogate
- Towns: Cumberland Gap, New Tazewell, Tazewell

## Geschichte
Claiborne County wurde am 29. Oktober 1801 aus Teilen des Grainger County und des Hawkins County gebildet. Benannt wurde es nach William C. C. Claiborne, der erster Gouverneur von Louisiana sowie des Mississippi- und Orleans-Territoriums und später Senator war.

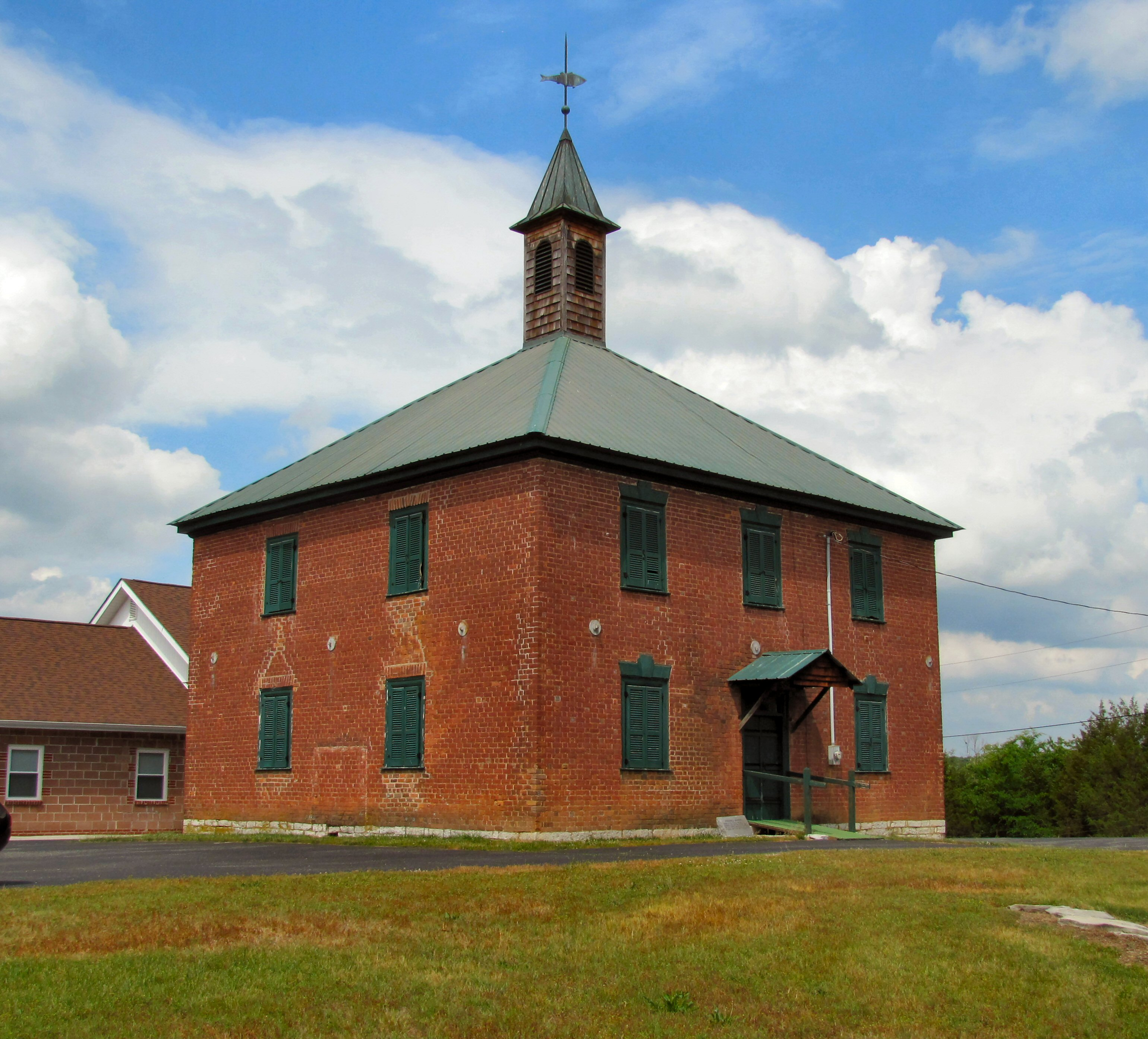
Die Powell Valley Male Academy ist einer von zwölf Einträgen des Countys im NRHP.

Zwölf Bauwerke und Stätten des Countys sind im National Register of Historic Places (NRHP) eingetragen (Stand 10. August 2018).

## Demografische Daten

Alterspyramide Claiborne County

Nach der Volkszählung im Jahr 2000 lebten im Claiborne County 29.862 Menschen in 11.799 Haushalten und 8.684 Familien. Die Bevölkerungsdichte betrug 27 Einwohner pro Quadratkilometer. Ethnisch betrachtet setzte sich die Bevölkerung zusammen aus 97,79 Prozent Weißen, 0,75 Prozent Afroamerikanern, 0,24 Prozent amerikanischen Ureinwohnern, 0,28 Prozent Asiaten, 0,01 Prozent Bewohnern aus dem pazifischen Inselraum und 0,19 Prozent aus anderen ethnischen Gruppen; 0,74 Prozent stammten von zwei oder mehr Ethnien ab. 0,64 Prozent der Bevölkerung waren spanischer oder lateinamerikanischer Abstammung.
Von den 11.799 Haushalten hatten 32,0 Prozent Kinder und Jugendliche unter 18 Jahre, die bei ihnen lebten. 58,8 Prozent waren verheiratete, zusammenlebende Paare, 11,0 Prozent waren allein erziehende Mütter und 26,4 Prozent waren keine Familien. 23,4 Prozent waren Singlehaushalte und in 10,0 Prozent lebten Personen im Alter von 65 Jahren oder darüber. Die Durchschnittshaushaltsgröße betrug 2,48 und die durchschnittliche Haushaltsgröße betrug 2,91 Personen.
23,6 Prozent der Bevölkerung waren unter 18 Jahre alt, 8,9 Prozent zwischen 18 und 24, 28,7 Prozent zwischen 25 und 44, 25,4 Prozent zwischen 45 und 64 und 13,4 Prozent waren älter als 65. Das Durchschnittsalter betrug 37 Jahre. Auf 100 weibliche Personen kamen statistisch 93,3 männliche Personen und auf 100 Frauen im Alter von 18 Jahren und darüber kamen 91,4 Männer.
Das jährliche Durchschnittseinkommen eines Haushalts betrug 25.782 USD, das Durchschnittseinkommen der Familien betrug 31.234 USD. Männer hatten ein Durchschnittseinkommen von 26.280 USD, Frauen 19.951 USD. Das Prokopfeinkommen betrug 13.032 USD. 18,4 Prozent der Familien und 22,6 Prozent der Einwohner lebten unterhalb der Armutsgrenze.